# Ragnhild Aamodt
Pour les articles homonymes, voir Aamodt.
Ragnhild Aamodt, Ragnhild Margrethe Aamodt, née le 9 septembre 1980 à Sarpsborg, est une handballeuse norvégienne, championne olympique en 2008.

## Biographie
Avec la sélection de Norvège, avec laquelle elle a débuté en 2002, elle a remporté deux titres de Championne d'Europe, lors du Championnat d'Europe 2004 en Hongrie puis lors de l'édition suivante, l'Euro 2006 en Suède.
Lors du Championnat du monde 2007 en France, elle est battue en finale par la Russie.

## Club
- - :  Skjeberg HK
- - :  GOG
- - :  Ikast-Bording Elite Håndball

## Palmarès

### Club
compétitions internationales 
- Finaliste de la Coupe EHF en 2007

 compétitions nationales 
- Vice-Championne du Danemark 2008

### Sélection nationale
Jeux olympiques
- Médaille d'or aux Jeux olympiques de Pékin en 2008

Championnat du monde
- finaliste du Championnat du monde 2007,  France[2]

Championnat d'Europe
- Médaille d'or au Championnat d'Europe 2008,  Macédoine
- Médaille d'or au Championnat d'Europe 2006,  Suède
- Médaille d'or au Championnat d'Europe 2004,  Hongrie

Autres
- - Début en Équipe de Norvège le 25 septembre 2002 contre la Yougoslavie

### Distinctions individuelles
- élue meilleure ailière droite du championnat du Danemark en 2004, 2007 et 2008[3]